# 阿尔弗雷多·克里斯蒂亚尼
阿尔弗雷多·克里斯蒂亚尼·布尔卡德（西班牙語：Alfredo Cristiani Burkard，1947年11月22日—) 从1989年到1994年之間擔任第37任萨尔瓦多总统。克里斯蒂亚尼生于聖薩爾瓦多，他是民族主义共和联盟的成员。克里斯蒂亚尼是瑞士人后裔。2009年，阿尔弗雷多·克里斯蒂亚尼·布尔卡德重新担任民族主义共和联盟主席。2023年，萨尔瓦多政府以贪腐搜查了克里斯蒂安尼的家产。

## 來源
1. ↑  Clements, J.  10. Political Research, Incorporated. 1992  [17 March 2016].
2. ↑  . 人民日报. 1989-06-02. 第3版(国际新闻).
3. ↑  . Comune di Bagnaria.   [20 September 2014]. （原始内容存档于2018-05-25）.
4. ↑  國家廣播公司. . 2023-06-03  [2023-06-04]. （原始内容存档于2023-08-14） （英语）.

## 其他網站
- Biography by CIDOB （页面存档备份，存于） (in Spanish)

| 前任： 何塞·纳波莱昂·杜阿尔特 | 萨尔瓦多总统 1989年—1994年 | 繼任： 阿曼多·卡爾德龍·索爾 |